# Морлете Руис, Хуан Патрисио

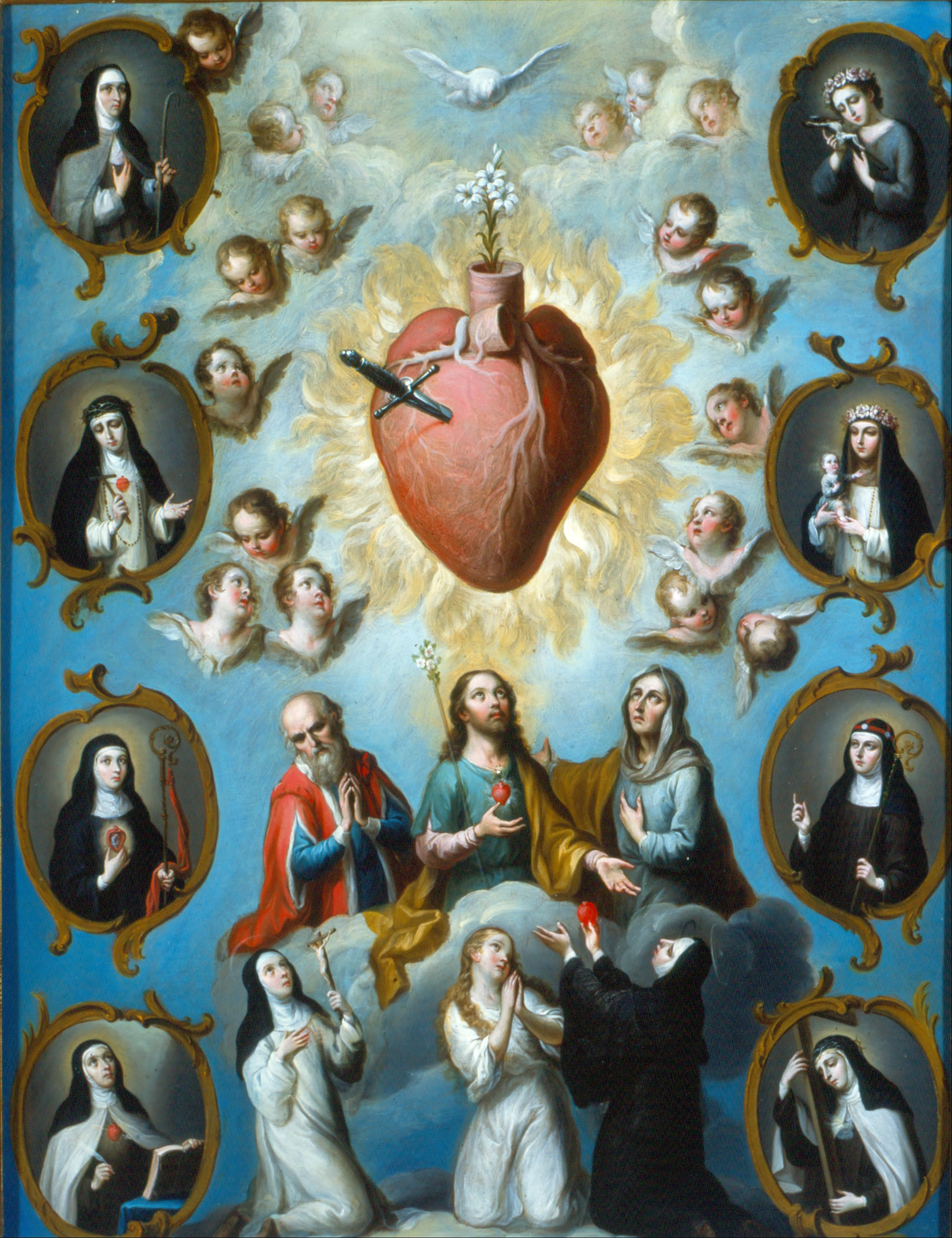
Хуан Морлете Руис, Сердце девы Марии

Хуан Патрисио Морлете Руис (исп. Juan Patricio Morlete Ruiz; 1713 — 1772) — известный живописец Новой Испании.
Сын испанца и индианки родился в Villa San Miguel de Guanajuato. В 16 лет переехал в Мехико, где стал работать вместе с Мигелем Кабрерой в художественной мастерской Хосе де Ибарры, став его учеником.
Один из виднейших художников Новой Испании второй половины XVIII века. В 1751 году вместе с группой художников, изучал образ Девы Марии Гваделупской.
Был современником известных художников Новой Испании, таких как Мигель Кабрера, Франсиско Вальехо Антонио и Хосе де Альсибара, совместно с которыми в 1753 году основал Академию живописи. Статус члена академии позволил художнику занять достойное место среди испанской элиты Мексики. Документы того времени, показывают, что Морлете Руису делали заказы вице-король Карлос Франциско де Круа и вице-король Антонио Мария де Букарели и Урсуа .
Был дважды женат, имел 19 детей.

## Творчество
Работы живописца были хорошо приняты колониальным обществом Новой Испании.
Одним из первых художников Мексики, стал использовать стандартные элементы кастовой живописи XVIII века. Помимо этого, следуя тенденциям экзотики, изображал местную флору и фауну, особенно фрукты, чтобы показать зрителям испанскому щедрость Нового Света. Цветовая гамма, контраст, чёткость деталей и позиционирование объектов отражают влияние на его творчество голландской и фламандской жанровой живописи. В некоторых картинах ощутимо влияние мастеров французского классицизма.

## Галерея
|  |  |  |